# Alexis Blum
Pour les articles homonymes, voir Blum.
Alexis Blum, né en 1942 à Limoges est un grand-rabbin français, rabbin à Reims, puis à Paris et à Neuilly-sur-Seine.

## Biographie
Né en 1942 à Limoges où de nombreux Juifs alsaciens sont alors réfugiés, Alexis Blum, grandit en Alsace et étudie au Séminaire israélite de France (SIF) dont il obtient le diplôme de rabbin en 1965.
Il est diplômé de l'INALCO et obtient une licence d'hébreu de l'université de Paris IV.
Il étudie également à la yechiva Merkaz Harav à Jérusalem, en Israël.
Il est rabbin de Reims de 1966 à 1976, puis devient rabbin à Paris, à la Synagogue Nazareth de 1976 à 1988, avant de finir sa carrière rabbinique à Neuilly-sur-Seine de 1988 à 2008, quand le rabbin Michaël Azoulay lui succède au 1er janvier 2009. Alexis Blum est nommé grand-rabbin en 2005. 
Il est Aumônier général des Prisons, professeur à l'école Yabné à Paris, bibliothécaire du Séminaire israélite de France, secrétaire général de l’Association de défense des consommateurs de produits cachers, membre de la Commission française des Archives juives, représentant du rabbinat à la commission du patrimoine religieux juif en France, membre du comité de rédaction de la revue Hamoré depuis 1976, membre de la commission de rédaction du calendrier du Consistoire de Paris, vice-président de l’Association des rabbins de l’Ile de France, trésorier de l’Association Albert Decourtray et durant de nombreuses années l'Aumônier israélite de l'École polytechnique (France).
Il enseigne à l'Université Juive Européenne, de Neuilly-sur-Seine, à l'École cathédrale de Paris (Collège des Bernadins), au Bet Halimoud du Centre Communautaire de Paris ainsi qu'à l'Institut Européen Rachi de Troyes. Il est l'un des contributeurs du site Akadem.
Il est le neveu du Grand-Rabbin Ernest Gugenheim, le frère de sa mère Alice, et un cousin du Grand-rabbin Michel Gugenheim et du rabbin Daniel Gottlieb.
Il est le père de Michaël Blum, journaliste au bureau de l'Agence France-Presse à Jérusalem.
Il est chevalier de l'ordre national des Arts et des Lettres.

## Publications
- La Michna : texte hébreu ponctué et vocalisé, traduit par les membres du Rabbinat français, Paris, Keren Hasefer Ve-Halimoud, coll. « Les chantiers du rabbinat », 1968 (réimpr. 2010), Tome 4, Erouvin (+ Pessahim traduit par Alain Goldmann)
- Limoud : L’étude : textes choisis et traduits, Paris, C.L.K.H., coll. « Les Chantiers du rabbinat (Cahiers d'études juives) », 1971, 32 p. (ISSN 0240-222X)
- « Rachi », Supplément au Dictionnaire de la Bible, Paris, Letouzey Ané, nos 51-52,‎ 1978
- « Sinzheim, le porte-parole des Ashkenazim », dans Le Grand Sanhédrin de Napoléon  (sous la direction de Bernhard Blumenkranz et Albert Soboul), Toulouse, 1979
- Moché Ahrend (trad. Alexis Blum), « Comment enseigner le 'Houmach à l'aide du commentaire de Rachi. Traduction de l'hébreu. », Supplément de HaMoré, no 97,‎ octobre 1981
- Isaac Marc Choucroun, Introduction à la Bible, Paris, Fondation Sefer, 1983, 2e éd., 126 p. (ISBN 978-2-900926-07-9), Révision générale et Introduction
- « Les lieux de la prière juive », dans Olivier Clément, Centre culturel de l'Ouest (France), Colloque interconfessionnel sur l'anthropologie de la prière : 2ème cahier de Fontevraud, 10-12 septembre 1989, Abbaye royale de Fontevraud, Centre culturel de l'Ouest, France, juillet 1990, 236 p., pp.157-168
- « Rabbénou Joseph Bekhor Shor d'Orléans », Revue des études juives,‎ octobre-décembre 1990
- Grand-Rabbin Ernest Weill, Choul'hâne Aroukh abrégé. Nouvelle édition mise à jour., Paris, 1992 (1re éd. 1929)
- Dictionnaire universel des Littératures, Paris, PUF, 1994, Plusieurs articles
- Rachi et la culture juive en France du Nord au Moyen Âge  (sous la direction de Gilbert Dahan, Gérard Nahon et Elie Nicolas), Paris-Louvain, 1997, p. 177-190.
- La Synagogue de Neuilly-sur-Seine, 120 ans d'histoire d'une communauté  (sous la direction de S. Zenouda), Neuilly-sur-Seine, S. C. Zenouda, mars 2000, 326 p. (ISBN 978-2-9515255-0-4, BNF 37106402)
- Grand Rabbin Alexis Blum, Mgr Claude Dagens et Dr Waleed El Ansary, Connaître la Religion de l’Autre, Les Plans-sur-Bex et Paris, Parole et Silence, 2018
  - Lauréat prix spiritualités d'aujourd'hui 2019

### Participation à ouvrages collectifs
- Emmanuel Eydoux, Introduction à l'histoire de notre civilisation : Première année, troisième cours, Marseille-Bâle, Colbo, 1970, 75 p. (BNF 34327005), Le dossier de la tradition orale:textes choisis et traduits par le Rabbin Alexis Blum de Reims, p. 58-71
- L’armée Céleste, Paris, Safed, 2002
- Michelle Abitbol-Bergheimer et Paul Sillam (préf. David Messas, postface Gilles Bernheim), Familles face au divorce : Psy et Rabbins analysent et commentent 20 cas de séparation, Paris, Safed éditions, coll. « Psy et Rabbins », 2002, 162 p. (ISBN 978-2914585132)
- Frère Jean-Pierre Ippen (dir.) et Grand-Rabbin Alexis Blum, Rencontre d’un rabbin et d’un moine, Alliance Israélite Universelle, coll. « Les cahiers du Beth Midrash Hallel », 2006
- Etienne Gotschaux (dir.), Transmettre le judaïsme... : Témoignages d’aujourd’hui, Paris, Du Palio, coll. « Courants De Pensée », octobre 2008
- Grand-Rabbin Haïm Korsia (dir.), Soldats de la Parole, Paris, Aumônerie Israélite des Armées (AIA), 2010
- J. Leselbaum (dir.) et A. Spire (dir.), Dictionnaire du Judaïsme français depuis 1944, Paris, Armand Collin, 2013

### Direction de rédaction
- Charles Bismuth (dir.), Claude Brahami (dir.), Claude Zaffran (dir.) et Alexis Blum, Comment Tsava, Aumonerie Israelite des armees (AIA)